# (34627) 2000 UW95
2000 UW95 (asteroide 34627) é um asteroide da cintura principal. Possui uma excentricidade de 0.14117040 e uma inclinação de 6.06287º.
Este asteroide foi descoberto no dia 25 de outubro de 2000 por LINEAR em Socorro.